# Фешер, Жан-Жак
Жан-Жак Фешер (фр. Jean-Jacques Feuchère; 24 августа 1807, Париж, Франция — 26 июля 1852, Париж, Франция) — французский скульптор.

## Биография
Сын чеканщика Жака-Франсуа Фешера, будущий скульптор Жан-Жак Фешер начинал c небольших моделей для ювелиров и бронзовщиков. Учился в Париже у профессоров Школы изящных искусств Жан-Пьера Корто и Жюля Рамэ.
Его дебют в Парижском Салоне состоялся в 1831 года с двумя скульптурами — Юдифи и Давида, показывающего голову Голиафа. В 1833 году создал одно из самых известных своих произведений — «Сатана» (Лувр). Был награждён медалью второго класса на Салоне 1834 года. В 1846 году удостоен звания кавалера Ордена почётного легиона.
В 1848 году Фешер участвовал в конкурсе на создание монументальной скульптуры Французской Республики, который объявило временное правительство. Его проект был отвергнут жюри, но в 1849 году он получил заказ на изготовление мраморной скульптуры Конституции, которая была открыта в 1854 году на площади Пале-Бурбон под названием «Закон» (La Loi). Автор скульптуры Арабского воина на Йенском мосту (1853). 
Кроме музеев Франции, его работы представлены в Королевских музеях изящных искусств в Брюсселе и Художественном музеи Кливленда.
Жан-Жак Фешер обладал прекрасным вкусом и был крупным коллекционером предметов искусства.

## Галерея

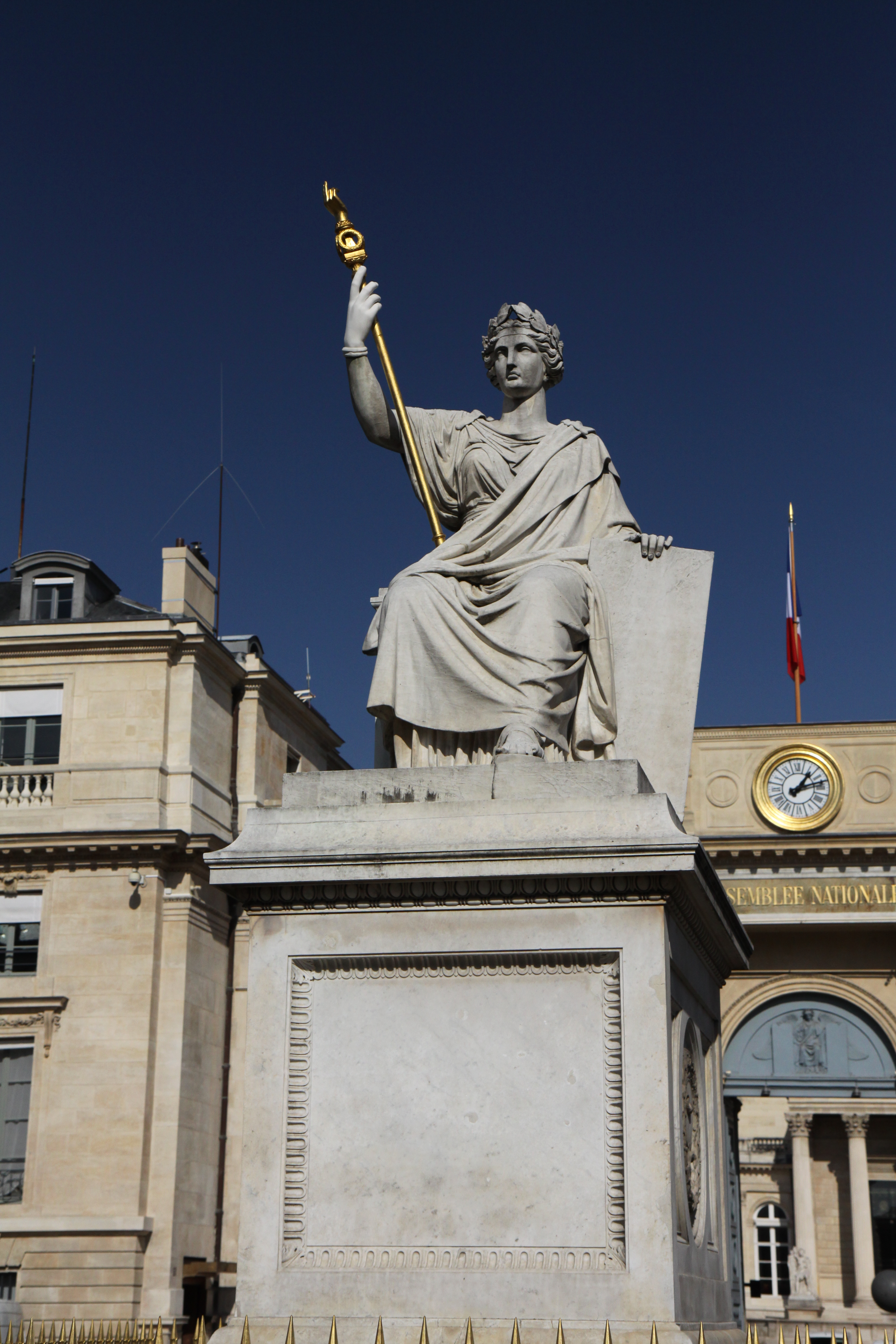
Аллегория Законности.
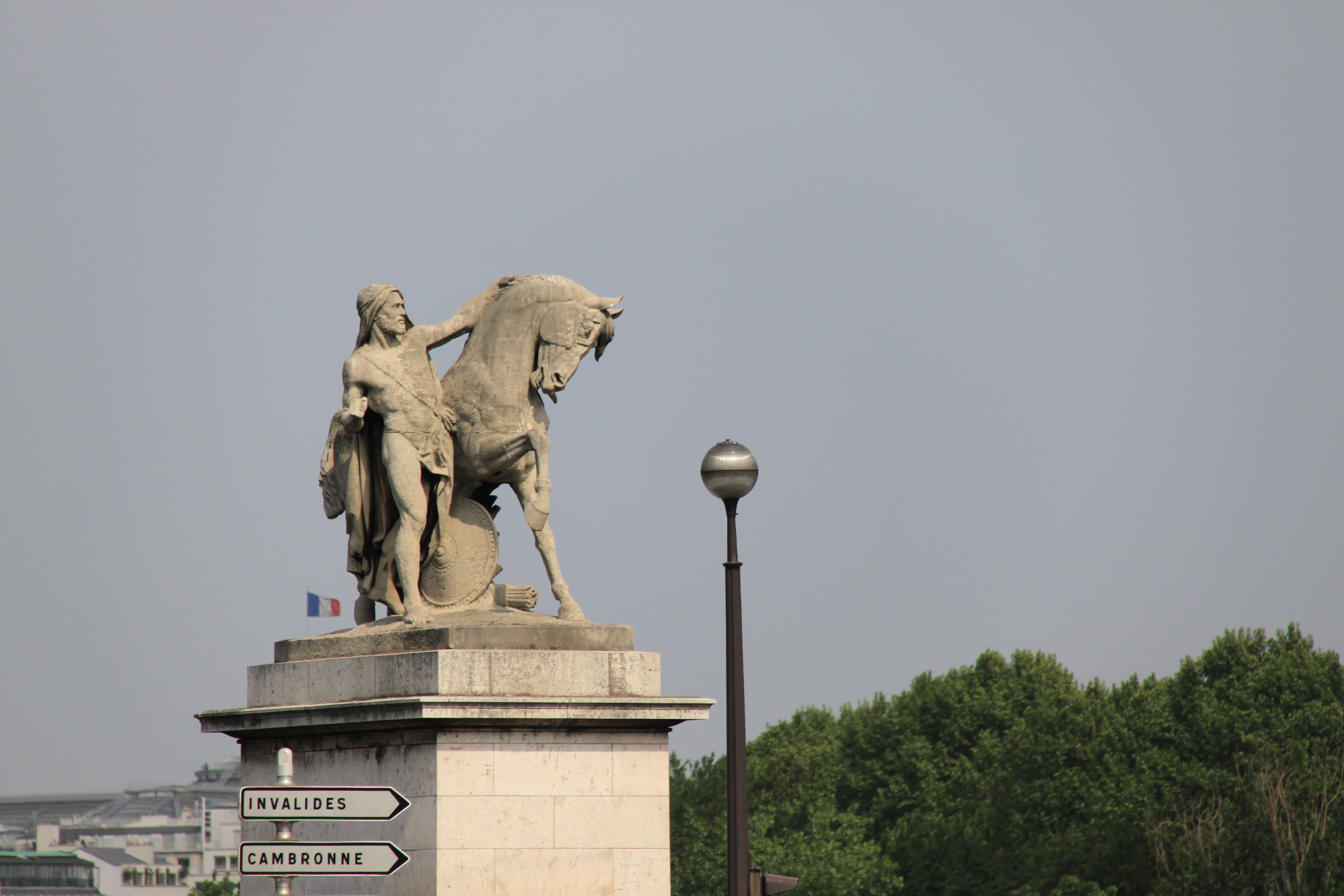
Арабский всадник.
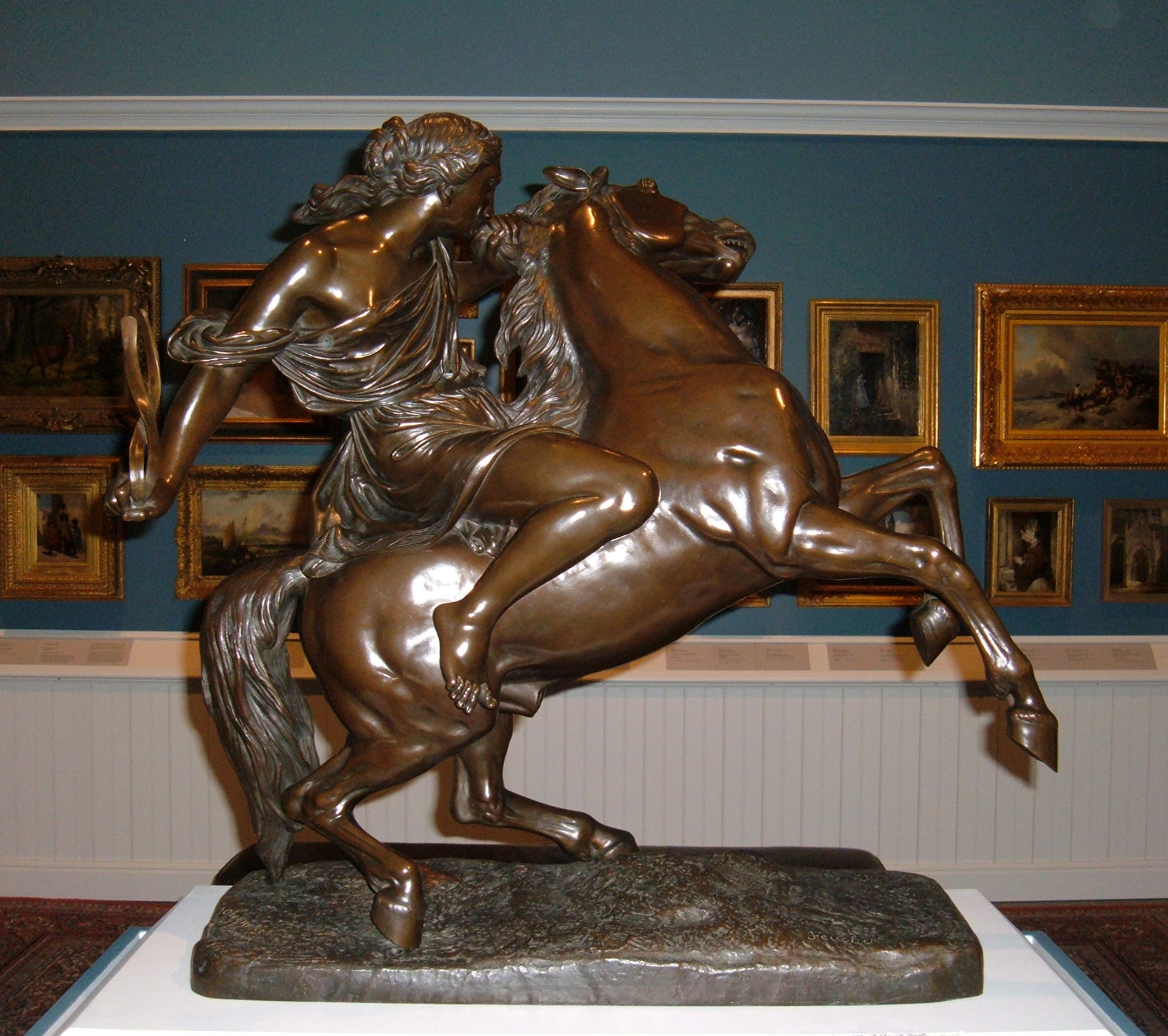
Амазонка.
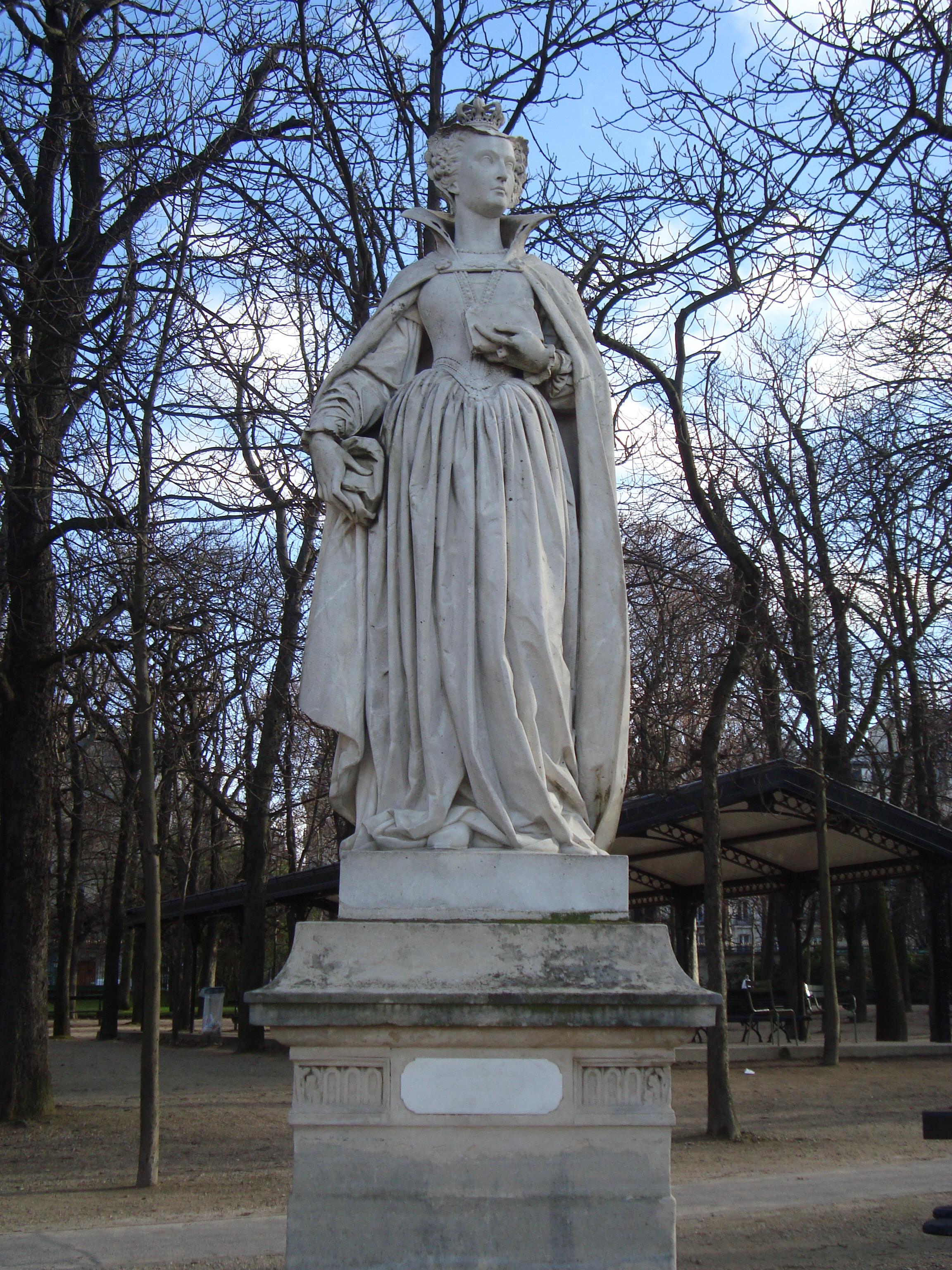
Мария Стюарт, Люксембургский сад, Париж.